# Rose Mackenberg
Rose Mackenberg (10. července 1892 New York – 10. dubna 1968 New York) byla americká vyšetřovatelka specializující se na odhalování podvodných spirituálních médií. Byla známá pro spolupráci s Harrym Houdinim. Byla šéfkou týmu tajných vyšetřovatelů, kteří pro Houdiniho ve 20. letech  20. století vyšetřovali spirituální média. Po Houdiniho smrti dalších 20 let pokračovala v odhalování spirituálních podvodníků a stala se expertem na toto odvětví. Svědčila u soudních případů a před americkým kongresem a vycházeli s ní rozhovory v časopisech a v televizi.

## Životopis
Narodila se 10. července 1892. Žila v Brooklynu v New Yorku. V mládí pracovala jako stenografka v právní kanceláři a vyšetřovatelka v New Yorku. Později uvedla, že v mládí věřila že jasnovidci a věštci byli skutečně schopní komunikovat s duchy a předpovídat budoucnost.

### Houdiniho vyšetřovatelka
Na začátku 20. let pracovala na případu investičních ztrát, na které upozornilo spirituální médium. Vyhledala proto Houdiniho pomoc s případem, protože se velmi veřejně angažoval v kampani proti falešným médiím. Houdiniho mladá žena velmi ohromila. Poučil ji o tricích, které média používají k manipulaci se svými oběťmi. V roce 1925 ji pak najal do svého tajného vyšetřovacího týmu. Ten zahrnoval několik dalších žen, včetně Houdiniho neteře Julie Sawyer a tanečnici Albertu Chapman. Houdini také občas zaměstnával muže, mezi nimiž byli spisovatel Clifford M. Eddy, kouzelník Robert H. Gysel a Amadeo Vacca. Když byl Houdini na turné v letech 1925 a 1926, Mackenberg a další vyšetřovatelé vyráželi do každého města s desetidenní náskokem před ním, a v převleku tajně prováděli své vyšetřování místních médií. Používali různá falešná jména, někdy obsahující slovní hříčky jako Frances Raud (fraud – podvod) a Alicia Bunck (All is A Bunk – Vše je nesmysl). Také nosili různé převleky, aby se vyhnuli odhalení. Mackenberg někdy nosila i naslouchátko, které nepotřebovala.
Mackenberg vyšetřovala pro Houdiniho a někdy se s ním objevila i na pódium v mnoha městech včetně Indianapolis, Worcesteru, Washingtonu, Chicaga, New Yorku a Montréalu. Její detailně napsaná hlášení pro Houdiniho byla zkoumána a vystavována v muzeích. Když Houdini vystupoval, v každém městě odhaloval místní média přímo na jevišti a předkládal shromážděné důkazy. Houdini a jeho vyšetřovatelé se přirozené stali terčem velkého hněvu spiritualistů. Říkalo se, že Houdini u sebe nosil Derringer a radil Mackenberg, aby také nosila zbraň, ta ale odmítla.
Mackenberg získala respekt Houdiniho i jeho týmu a byla považována za hlavní vyšetřovatelku. Houdini před svou smrtí vytvořil tajné kódy s více než dvaceti přáteli, pomocí nichž se s nimi měl pokusit komunikovat ze záhrobí. Mackenberg byla jedna z nich. V roce 1945 oznámila, že „zpráva neprošla”.

## Expert na spirituální podvody
Mackenberg se díky své investigativní práci stala expertem na praktiky podvodných jasnovidců. Tvrdila, že zkoumala přes 1000 médií a nikdy nenašla žádné, které by nebylo podvodník. Různá média například tvrdila, že komunikují s více než třemi tucty neexistujících zemřelých manželů, přestože Mackenberg byla svobodná. Podle Williama Lidsay Greshama, Julien Proskauer ve své knize Mrtví nemluví (The Dead Do Not Talk) připsal Mackenberg „velkou část svého materiálu“.

### Kongresové svědectví
Na prvním zasedání 69. kongresu ve Washingtonu byl na Hudiniho nátlak předložen zákon proti věštění. Copeland-Bloomův zákon byl předložen před sněmocní výbor 26. února 1926. Hodini měl svědčit v jeho prospěch.
Mackenberg podle stejného vzoru jako během Houdiniho turné, ve dnech před slyšením navštěvovala washingtonská média. Mezi nimi byly Jane B. Coates a Madam Grace Marcia, které měli svědčit proti zákonu. Svědectví Mackenberg z 18. května 1926 zahrnovalo odhalení, že jí Jane Coates řekla, že senátoři Capper, Watson, Dill a Fletcher „k ní přišli na čtení”, a že „seance se konají i v Bílém domě” s prezidentem Coolidgem a jeho rodinou. Toto svědectví se setkalo s drsným odmítnutím v místnosti výboru po němž následovala roztržka. Jednání bylo přerušeno. Prezident Coolidge oficiálně nezareagoval na vyřčená obvinění, ale v tisku byla zveřejněna neoficiální popření. Zákon nakonec neprošel, ale slyšení byla široce pokryta v tisku.

### Lockwoodské panství
Po Houdiniho smrti v říjnu 1926, Mackenberg pokračovala ve vyšetřování podvodných jasnovidců více než 20 let a působila též jako expert v oboru. Jeden soudní případ v Pensylvánii z roku 1939 se týkal závěti Augusta T. Lockwooda. Ten odkázal velkou sumu peněz „Spirituální univerzitě pro výuku médií” v Lily Dale v New Yorku, slavném táboře a místě setkávání spiritistů. Stát Pensylvánie se snažil zneplatnit závěť, částečně na základě argumentu, že odkaz by odkaz podpořil kriminální chování, čím by byl proti „veřejnému pořádku”. Mackenberg byla povolána jako „hvězdný svědek” a stát u soudu nakonec uspěl. Případ byl však odvolán a vyšší soudy jej zrušily.

### Oslovení veřejnosti
Kromě vyšetřování se Mackenberg pokusila vzdělávat veřejnost o podvodných médiích. Cestovala po zemi a přednášela různým skupinám o podvodnících. Její typická přednáška měla titulek „Odhalování duchařského poprasku”. Přednášky zahrnovaly demonstrace technik používaných médii včetně duchovních trubek, naklánění stolu, čtení ze zavřené obálky apod.
Napsala sérii článků o „duchařině”, které na pokračování vycházely v novinách v roce 1929 a posmrtně byly antologizovány a znovu publikovány v roce 2016. Tyto zprávy shromáždil rukopis „Takže ty se chceš zúčastnit seance?”, ale nikdy nebyl publikován. Mackenberg také asistovala s vyšetřováními, které byly publikovány v hlavních médiích, jako je Popular Science, The Chicago Tribune a The Saturday Evening Post. Objevila se televizních talk show včetně Mike and Buff a Tonight Starring Steve Allen.

## Soukromý život
Zůstala svobodná. Žila ve svém newyorském „dobře prosvětleném” bytě („protože jsem unavená z temných místností”). Její přátelé jí říkali „Mac”. Zemřela v dubnu 1968.

## V kultuře
- Postava Mackenberg se objevila po boku Houdiniho ve 13. epizodě 14. série dokumentární série Záhady muzeí kanálu Travel Channel.
- V podcastu Criminal vyšla o Rose Mackenberg a jejím vyšetřování epizoda „Ghost Racket Crusade”.[39]